# Тимочки корпус ЈВуО
Тимочки корпус био је корпус Југословенске војске у Отаџбини који је обухватао срез Неготин, Бор, Бољевац и Зајечар током Другог свјетског рата. Командант корпуса био је потпуковник Љуба Јовановић “Патак“. Бројно стање корпуса било је око 2.000 бораца, 1943. године.

## Састав корпуса
- Начелник штаба: мајор Бора Милосављевић
- Помоћник команданта: капетан Миле Јовановић
- Председник Војног суда: судски поручник Драги Радојковић
- Корпусни лекари: др Милић Божа, др. Радаковић Драгољуб

### Бригаде
- 1. неготинска (капетан Недељко Поповић)
- 2. неготинска
- 1. бољевачка (поручник Радомир Петровић “Кент“; ком. 1. батаљона п. пор. Драгомир Ерцеговчић “Дангић“ из Шапца, ком. 2. батаљона Михаило Лупшић из с. Злот, ком. 3. батаљона ваздухопловни п. пор. Манасијевић из Врања, ком 4. батаљона п. пор. Зале)
- 2. бољевачка (мајор Петар Т. Васиљевић из села Подгорац (до 1942); Митар Никодијевић (од 1942. )
- 1. борска
- 2. борска
- 1. зајечарска (ком. капетан Леонида Петровић, поручник Ратко Бонџуловић)
- 2. зајечарска